# Iulian Hermeneanu
Iulian Hermeneanu (n. 1 ianuarie 1923, orașul Băile Govora, județul Vâlcea) este un caricaturist, regizor și scenarist de filme de animație.

## Filmografie (regizor)
- O poveste cu ursuleți (1953)
- Ciubotele ogorului (1955)
- Termometrul are febră (1957)
- Căluțul de foc (1959)
- O poveste colorată (1960)
- Zâna de cerneală (1961)
- Mătura năzdrăvană (1962)
- Sticletele (1963)
- Soarele și trandafirul (1965)
- Două creioane (1965)
- Soarele rănit (1966)
- Patru pitici (1967)
- Motanul în cosmos (1968)
- Curiosul (1969)
- Răpirea (1970)
- Planeta surprizelor (1971)
- Piticul Cipi (1972)